# Мария Молдованова
Мария Александрова Молдованова е българска физичка, съветска разузнавачка, деятелка на Българската комунистическа партия.
Родена е на 6 ноември 1919 г. в гр. Сливен. Баща ѝ Александър Горчаков е син на адвокат, но баща му умира рано и е осиновен от Иван Молдованов от Сливен, емигрант във Влашко и Молдова. Майка ѝ работи в плетачна фабрика. Иван Молдованов е убит през 1926 г. и след 9 септември 1944 г. е препогребан в Братската могила в Сливен. След неговата смърт Мария Молдованова помага на семейството си, като чиракува в плетачната фабрика и в тютюнев склад.
След завършване на средно образование започва да преподава частни уроци по математика. През 1943 г. завършва физика в Софийския университет „Св. Климент Охридски“. Като студентка взима активно участие в дейността на Българския общ народен студентски съюз (БОНСС; 1938 – 1944). През 1942 година започва работа в работилницата за електрофизически апарати на инж. Иван Попов към Електротехническия факултет на Машинно-електротехническия институт, където се посвещава в изучаването на физика на полупроводниците. 
В периода 1942 – 1943 г. Мария Молдованова е помощник на радиста Емил Попов в съветската шпионска група на Александър Пеев (Боевой), която изпълнява поръчения на Съветското главно командване. След разкриването на групата през 1943 година М. Молдованова е арестувана и е въдворена в лагера „Св. Никола“ край Асеновград. Преди 9 септември 1944 г. ръководи местната организация на Работническия младежки съюз (РМС) в Сливен, а от ноември 1944 г. е член на Българската работническа партия (БРП).
През периода 1945 – 1959 г. Мария Молдованова е асистент в катедрата по физика на СУ „Климент Охридски”. От 1959 година е доцент, а от 1969 г. – професор. Специализира физика на полупроводниците в СССР (1958) и в Швейцария (1960 – 1962). Основател е на специализацията (1956) и специалността (1959) „Физика на полупроводниците“. През 1963 г. открива и ръководи Проблемната лаборатория „Физика и техника на полупроводниците“, а от 1965 г. – катедра „Физика на полупроводниците“ в Софийския университет. 
Проф. Мария Молдованова умира през 2006 година.

## Съчинения
Автор е на трудовете „Полупроводникови свойства на Mg2Pb“ (на нем. ез., 1962, в съавторство с Г. Буш), „Влияние на кислорода и азота върху основните характеристики на някои полупроводници“ (на рус. ез., 1969), „Първите инжекционни лазери у нас“ (1971, в съавторство с Б. Арнаудов и Св. Евтимова), „Към теорията на дефектоните в квантовите кристали“ (на рус. ез., 1978, в съавторство. с Д. И. Пушкаров и З. Г. Койнов) и др., както и на първите учебници по физика на полупроводниците. През 1979 г. е наградена с орден „Народна република България“ – І степен. 

## Архивно наследство
Материали от научната ѝ дейност се съхраняват във фонд 1529, в Централния държавен архив. Той се състои от 10 архивни единици от периода 1953 – 1991 година.